# Assistens Kirkegård (Odense)
Denne side handler om Assistens Kirkegård i Odense. For andre kirkegårde med samme navn, se Assistens Kirkegård (flertydig).
Assistens Kirkegård er en kirkegård i Odense mellem udfaldsvejene mod Middelfart, Assens og Faaborg. Den  blev oprettet i 1811.
Her havde man tidligere bl.a. haft byens henrettelsessted og rakkerkulerne. Det indhegnede område, der havde form som en uregelmæssig rektangel, var opdelt i ni kvarterer, hegnet af pyramideklippede lindetræer. Udenom lå et bælte med mere uregelmæssig beplantning langs en slynget dobbeltgang, præget af samtidens romantiske havestil og beregnet til større familiegravsteder. Planerne til kirkegården var udarbejdet af kgl. haveinspektør Hans Müller, der selv blev stedt til hvile her i 1816.

## Den Hedenske Gravplads
Den første hedenske gravplads i Danmark[kilde mangler] er blevet anlagt som en del af Assistens Kirkegård. Ved dens åbning i 2009 foretoges dermed den første hedenske begravelse i landet i 1000 år.[kilde mangler] Gravpladsen blev oprettet efter at trossamfundet Forn Siðr havde indgivet en ansøgning til Kirkeministeriet om oprettelse af gravpladsen. Gravene på området er uden kirkelige symboler.

## Kendte begravet på kirkegården
- Mette Agerbæk
- Carl Bagger
- Paul Olaf Bodding
- Jan Boye
- Tagea Brandt
- Sophie Breum
- J.C.A. Carlsen-Skiødt
- Morten Stig Christensen
- Morten Skovgaard Danielsen
- Hans Demant
- Christian Dæhnfeldt
- Christian Thorning Engelstoft
- Edvard Ferdinand Esmann
- Annegine Federspiel
- Birgitte Federspiel
- Jørgen Harboe Folkmar
- N.J. Haustrup
- Lars Høgh
- Erik Haaest
- Fanny Jensen
- Jens Peter Jensen
- Eddie Karnil
- Erich G. Klawonn
- Bent A. Koch
- Professor Labri
- Otto Lagoni
- Jakob Lange
- Finn Lassen
- Kai Lind
- Keld Markuslund
- Rock Nalle
- Richard Møller Nielsen
- Vilhelm Petersen
- Gustav Rasmussen
- Helge Rungwald
- Kirsten Saerens
- Th. Schiøtz
- Jørgen Stærmose
- Anker Taasti
- Lauritz Thobo-Carlsen
- Thomas B. Thrige
- Louise Winteler
- Povl Wöldike
- Hans Øllgaard
- Jens Østerholm
- Emil Aarestrup